# هجوم حماة (سبتمبر 2017)
هجوم حماة، الذي يطلق عليه يا عباد الله اثبتوا، كان هجوم عسكري شنته جماعات المتمردين بقيادة هيئة تحرير الشام شمال مدينة حماة كجزء من الحرب الأهلية السورية.

## خلفية
في مارس 2017، شن المتمردون بقيادة هيئة تحرير الشام هجوماً غير ناجح على القوات المسلحة السورية شمال حماة. وعلى الرغم من تحقيقهم مكاسب إقليمية في الشهر الأول من الهجوم، حيث احتلوا أكثر من ضعف الإقليم، فإنه بعد سبعة أيام، استعاد هجوم مضاد شنته القوات الحكومية وحلفاءها الأراضي. بحلول أبريل، طردت القوات الحكومية بالكامل المتمردين من الموقع الأصلي للهجوم.

## الهجوم

### الهجوم بقيادة تحرير الشام
في 19 سبتمبر شن أعضاء هيئة تحرير الشام، إلى جانب حزب الإسلامي التركستاني والمسلحين المرتبطين للجيش السوري الحر، هجوما على مواقع للقوات الموالية للحكومة والقوات المسلحة الروسية التي تراقب عملية عدم تصعيد المنطقة في محافظة إدلب إثر التوصل إلى اتفاق مع تركيا وإيران في المفاوضات في أستانا في مايو 2017. وكانت التقارير المتعلقة بالقتال الذي أعقب ذلك متناقضة. استولى المتمردون في البداية على أربعة قرى، ولكن بعد قتال جيئة وذهابا، الذي خلاله تغيرت السيطرة عليها عدة مرات، استردت القوات الحكومية جميع القرى بحلول 22 سبتمبر. أعلنت روسيا أنها قتلت 850 متمرد بحلول 21 سبتمبر. في المقابل، أفاد المرصد السوري لحقوق الإنسان بأن 66 من المتمردين و38 من الجنود قتلوا خلال الهجوم، بالإضافة إلى أكثر من 40 مدنيا على مدى يومين في حوالي 500 ضربة جوية على نحو 40 بلدة وقرية ردا على هجوم المتمردين. هناك أيضا مزاعم من قبل المتمردين بشن ضرات جوية حكومية وروسية على أهداف مدنية في إدلب، بما في ذلك المرافق الطبية. أجرت القوات الجوية الروسية والبحرية الروسية ضربات جوية وقذائف كروز ضد أهداف تحرير الشام، بما في ذلك، حسبما أفادت التقارير، مخيما عسكريا كبيرا. اتهمت وزارة الخارجية الأمريكية سورية وروسيا، بالإضافة إلى قصف الأهداف المدنية، باستهداف المرافق الطبية. ومن بين المستشفيات الثلاثة التي يُزعم أنها قصفت كانت عيادة الرحمة في خان شيخون، التي عالجت ضحايا الهجوم الكيميائي هناك في أبريل.

### الهجوم المضاد للجيش السوري والضربات الجوية

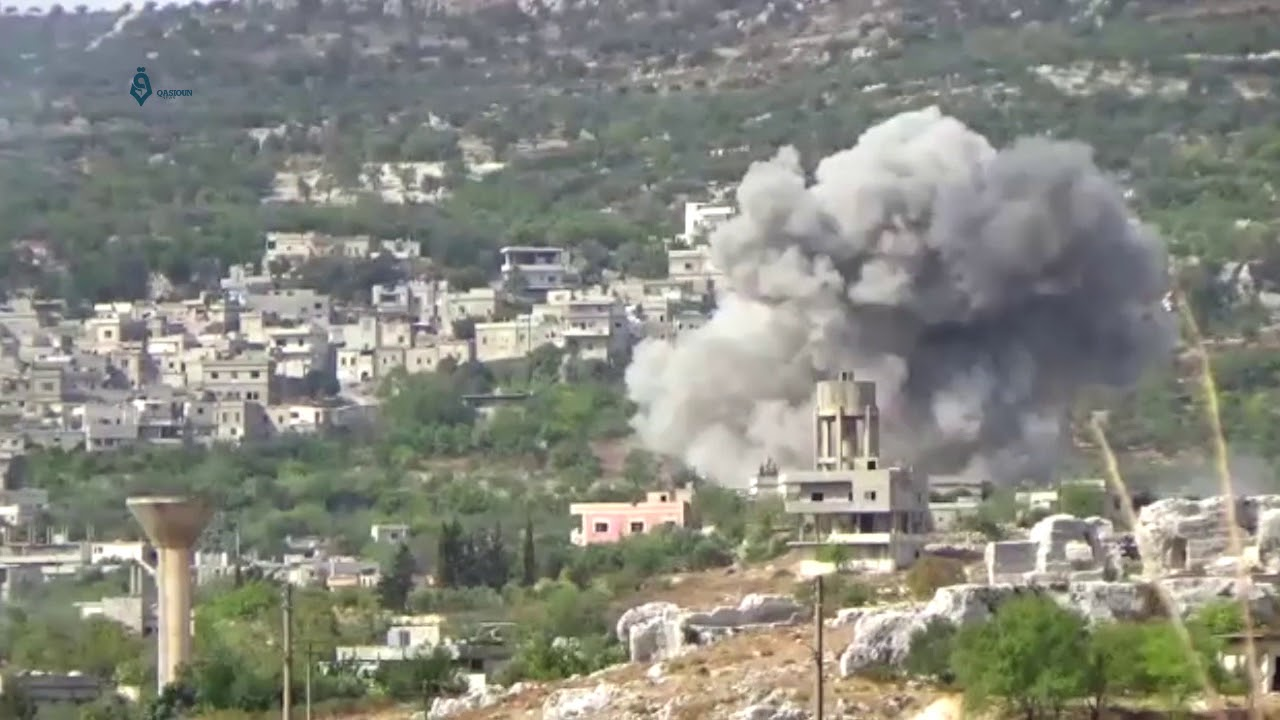
خلال الهجوم، تعرضت البلدات التي يسيطر عليها المتمردون في محافظة إدلب، مثل بداما، أعلاه، مرة أخرى للضربات الجوية السورية والروسية، وهي سلسلة الضربات الجوية الأولى في المنطقة منذ الشروع في وقف إطلاق النار ابتداء من يوليو 2017.

في 23 سبتمبر، استهدفت الضربات الجوية الروسية المتمردين في محافظتي إدلب وحماة، بما في ذلك مقر فيلق الشام في منطقة تل مرديخ في إدلب، مما أسفر عن مصرع ما لا يقل عن 45 متمردا. وقعت ضربات جوية روسية أخرى متعددة في حماة وإدلب، بما في ذلك ضربات على خان شيخون، وجسر الشغور، وسراقب، وكفر سجنة. وأفيد عن مقتل نحو 40 شخص في الضربات الجوية في 24 سبتمبر.
في نفس الوقت، شن الجيش العربي السوري هجوما مضادا في الجزء الشمالي من حماة، واستولى على قريتين. غير أن هجوما مضادا قويا للمتمردين في المساء أجبر القوات الحكومية على التراجع. وفي صباح اليوم التالي، هاجمت القوات الحكومية القرى مرة أخرى تدعمها المروحيات المقاتلة الروسية. في 25 سبتمبر، قام الجيش بمحاولة جديدة للاستيلاء على القريتين. ولكن بعد ذلك بيومين، انسحبت القوات الحكومية من مواقعها حول القرى.
الغارات الجوية التي شنتها الحكومة وحلفائها استمرت خلال الأيام التالية. في 25 سبتمبر، ادعى الدفاع المدني السوري أن الغارات الجوية أسفرت عن سقوط أكثر من 40 قتيلا في إدلب. في 26 سبتمبر، وردت تقارير عن استهداف مستشفى خامس في إقليم المتمردين وهو مستشفى الشام 4 في كفرنبل، إدلب. في 27 سبتمبر، أفادت التقارير بوقوع 43 حالة وفاة أخرى في بلدات إدلب، بما في ذلك خان شيخون وجسر الشغور، نتيجة للحملة. بحلول 28 سبتمبر، أبلغت الدفاع المدني السوري عن أكثر من 152 قتيلا مدنيا في القصف وأن ستة مستشفيات الآن استهدفت، مما أدى إلى تشريد سكان المناطق الحضرية في المناطق الريفية. توقفت حملة القصف ليلة 29 سبتمبر.

## أعقاب
في 6 أكتوبر، شنت هتش هجوما على الشمال الشرقي من حماة، واستولت على المشيرفة، وعدة مناطق أخرى مجاورة. بيد أن القوات العسكرية أعادت الاستيلاء على معظم الأراضي التي كانت قد فقدتها في اليوم التالي، باستثناء المشيرفة وتل أسود. ما لا يقل عن 12 متمردا لقوا مصرعهم في القتال، بالإضافة إلى ثمانية من جنود الحكومة. في 8 أكتوبر، استولى المتمردون على أبو دالي وتل مقطع.
في 6 نوفمبر، بدأت تحرير الشام إلى جانب جيش العزة، جيش النصر والفرقة الوسطى هجوما واسع النطاق على ثلاث قرى في شمال ريف حماة. ولكن بعد يوم واحد استعاد الجيش العربي السوري إحدى القرى بعد يوم كامل من المواجهات ضد المتمردين. في صباح 8 نوفمبر، تم إعادة الاستيلاء على قرية ثانية.